# Comarca do Ribeiro
O Ribeiro is een comarca van de Spaanse provincie Ourense, gelegen in de autonome regio Galicië. De hoofdstad is Ribadavia en de comarca heeft 20.154 inwoners (2005).

## Gemeenten
A Arnoia, Avión, Beade, Carballeda de Avia, Castrelo de Miño, Cenlle, Cortegada, Leiro, Melón en Ribadavia.